# Friderik Kolšek
Friderik Kolšek, slovenski duhovnik, * 9. junij 1932, Vojnik, † 2. december 1997, Celje.
Kolšek je med letoma 1957 in 1960 služboval kot kaplan v Sv. Lovrencu na Pohorju, nato pa kot kaplan v Šmartnem pri Velenju. Leta 1963 je bil premeščen v Celje, kjer je leta 1969 postal upravitelj Župnije sv. Danijela ter opat in celjski mestni župnik. Kasneje je vodil celjsko dekanijo in bil član škofijskega duhovniškega in gospodarskega sveta. Naziv prelata je dobil leta 1988. Pri postopku za razglasitev škofa Antona Martina Slomška za blaženega je bil vicepostulator.

## Nagrade in priznanja
- 1993: Steletovo priznanje za posebno skrb obnavljanju cerkvenih stavb v svoji župniji[1]